# Bad Dreikirchen

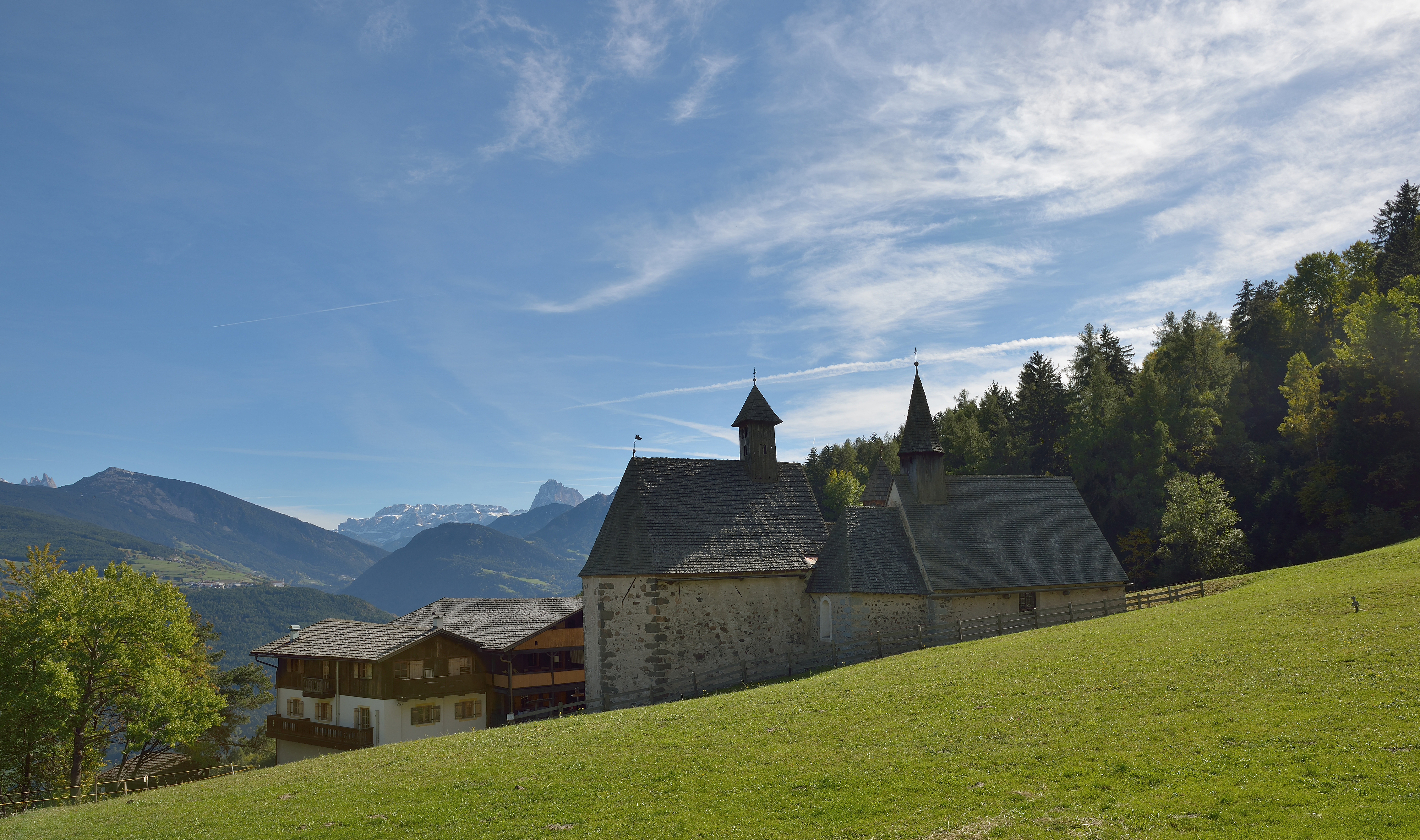
St. Gertraud, St. Nikolaus und St. Magdalena und dahinter der Gasthof Bad Dreikirchen in Bad Dreikirchen

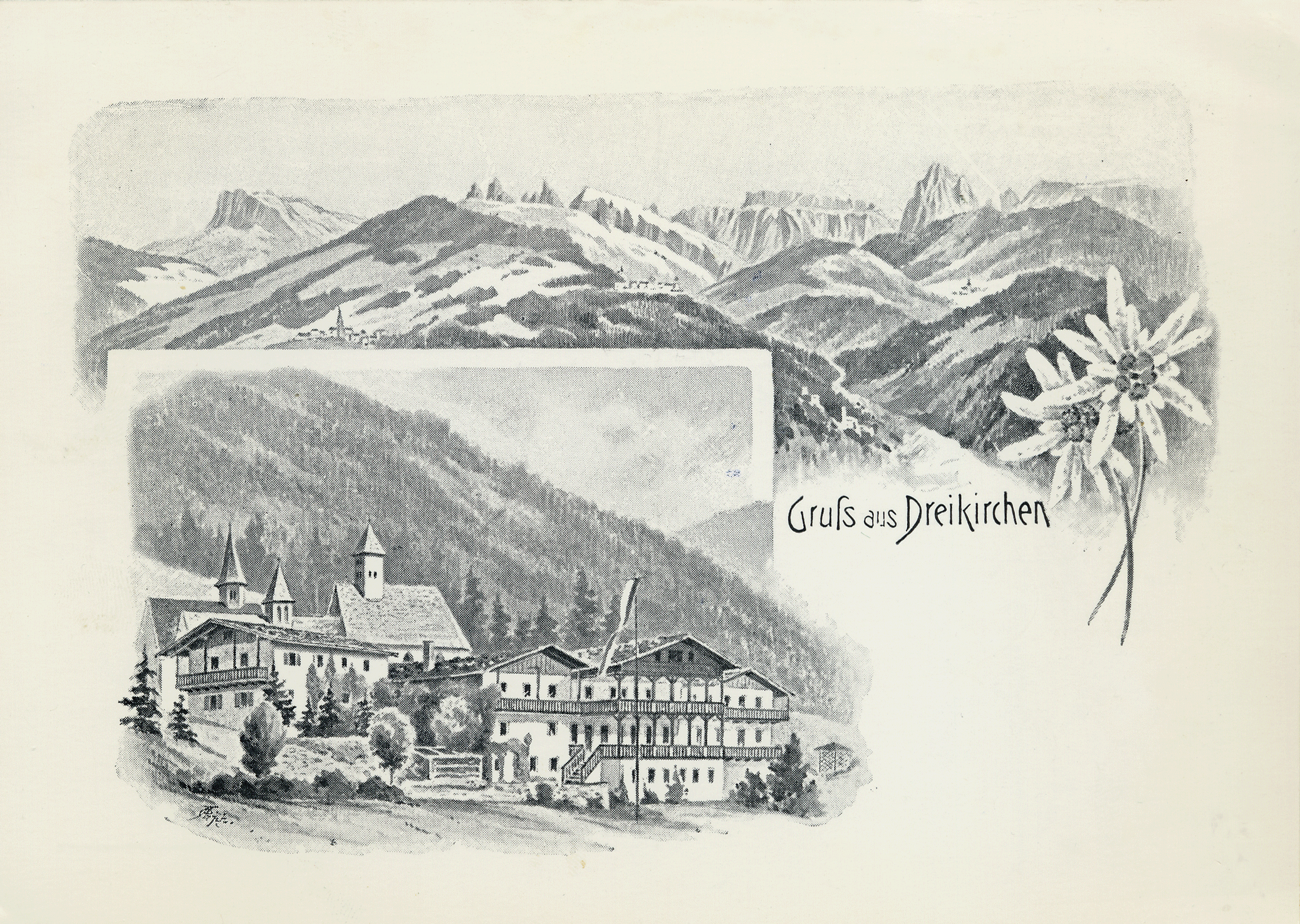
Bad Dreikirchen als Ansichtskartenmotiv (o. J.)

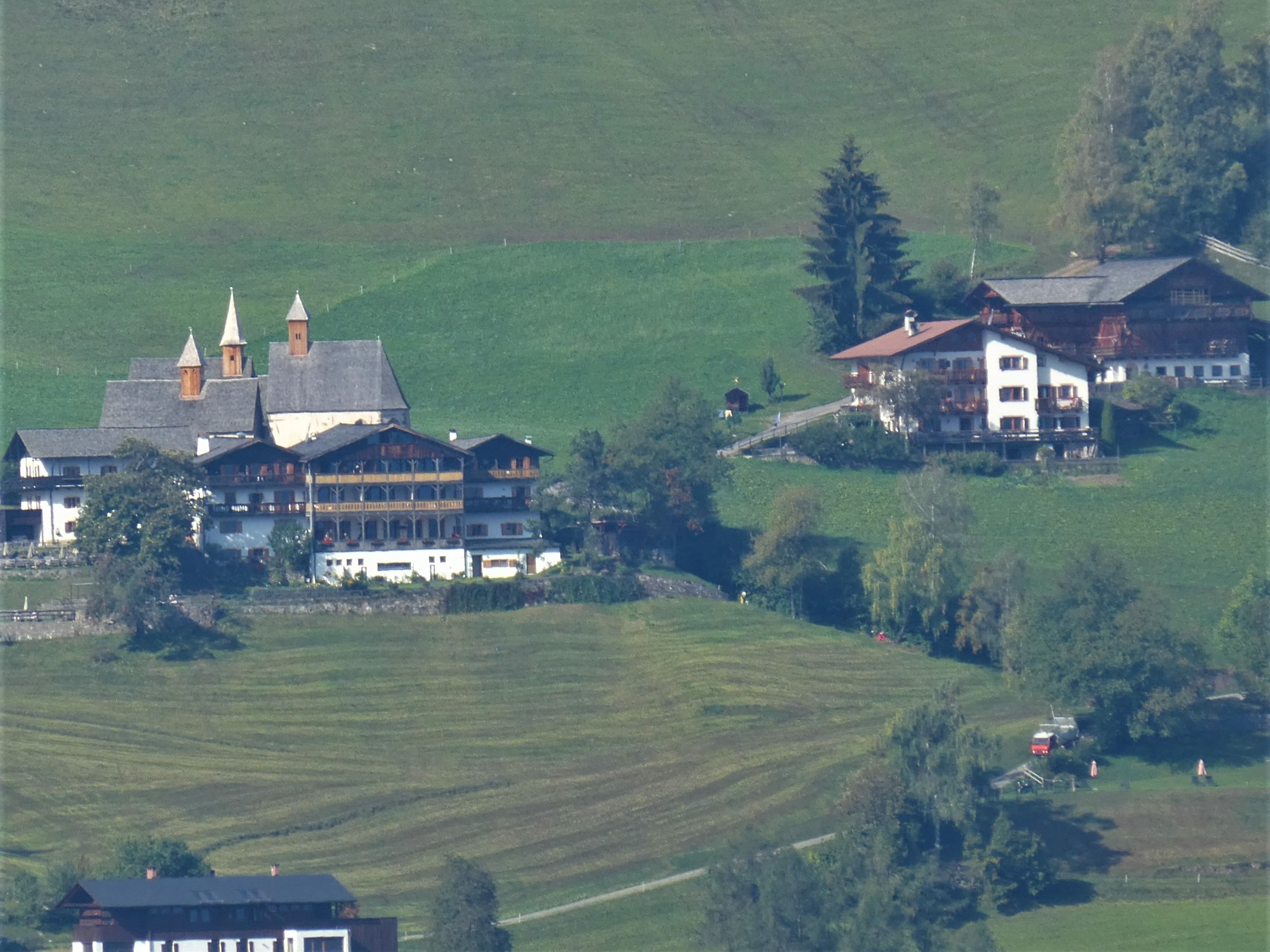
Weiler Dreikirchen von Lajen aus (von der gegenüberliegenden Seite des Eisacktals) gesehen

Der Weiler Bad Dreikirchen ist um drei gotische, eng aneinandergebaute Kapellen auf 1120 m Höhe entstanden und gehört zur Gemeinde Barbian im Eisacktal (Südtirol). Dreikirchen ist nur zu Fuß oder über für den öffentlichen Verkehr gesperrte Forstwege erreichbar. Früher war es ein klassischer Sommerfrischort, heute ist Dreikirchen ein beliebtes Wanderziel mit einigen, zusätzlich zu den drei Kirchen, etwa 100 Jahre alten Gebäuden und Gasthöfen.

„Es war eine entzückende Einsamkeit, Berg, Wald, Blumen, Wasser, Schlösser, Klöster und keine Menschen … das Abendessen hat dann sehr geschmeckt.“

## Kirchen der heiligen Gertraud, Nikolaus und Magdalena
Die Geschichte der ein Dreieck bildenden namensgebenden Kirchen ist nach wie vor unklar. Ursprünglich standen die Kirchen in einer Reihe nebeneinander. Nachdem eine Mure die Antoniuskirche zerstörte, wurde sie hinter St. Nikolaus und St. Gertraud (gewidmet Gertrud von Nivelles) neu aufgebaut und ab dem 16. Jahrhundert Magdalenenkirche genannt. Die älteste und größte der Kirchen, St. Gertraud wurde erstmals 1237 urkundlich erwähnt. Die beiden anderen Kirchen, St. Nikolaus und St. Magdalena sind 1422 erstmals genannt. Die Vermutung, dass ein vorchristliches Quellheiligtum den Kapellen vorausgegangen wäre, konnte bei archäologischen Testgrabungen nicht bestätigt werden. Wasser spielte in der Wahl des Ortes bestimmt eine Rolle, wahrscheinlicher jedoch ist eine Deutung als Wegheiligtum. Die Patrone sind wichtige Schutzheilige der Pilger und Reisenden. Außerdem führte der Höhenweg, welcher Brixen über Villanders und dem Ritten mit Bozen verband, in nächster Nähe der Heiligtümer vorbei. Auch der Bergbau war für die Region um den Villanderer Berg (im Mittelalter auch als mons argenti bezeichnet) von fundamentaler Bedeutung. Dies schlägt sich in der häufigen Darstellung der beiden Heiligen Nikolaus und Barbara nieder. Alle drei Kirchen sind mit Fresken und Altären reich verziert.

## Gasthof Bad Dreikirchen
Auch der nahegelegene Gasthof Bad Dreikirchen, ist bereits seit dem Mittelalter belegt. Im umgebauten und als Bad neu eröffneten Gasthof, haben u. a. Christian Morgenstern und Sigmund Freud ihre Sommerfrische verbracht. Bei Dreikirchen befindet sich auch der Ortsteil Briol. Das jetzige Hotelgebäude wurde 1928 an der Stelle einer ehemaligen Schutzhütte von Hubert Lanzinger errichtet. Der markante Bau orientiert sich am Stil des Bauhauses und ist bis heute unverändert geblieben. Unterhalb der Pension liegen mehrere Bauten des österreichischen Architekten Lois Welzenbacher.